# 부르고뉴, 와인에서 찾은 인생
부르고뉴, 와인에서 찾은 인생(Ce qui nous lie, Back to Burgundy)은 프랑스에서 제작된 세드릭 클라피쉬 감독의 2017년 드라마 영화이다. 피오 마르마이 등이 주연으로 출연하였고 세드릭 클라피쉬 등이 제작에 참여하였다.

## 출연

### 주연
- 피오 마르마이
- 아나 지라르도
- 프랑수아 시빌

### 조연
- 마리아 발베르드
- 장-마크 룰로
- 장 마리 윈링
- 플로렌스 퍼넬
- 에릭 카라바카
- 튜피크 잘랍
- 카리자 투레

## 제작진
- 믹싱: 시릴 홀츠
- 미술: 마리 체미날
- 시각효과: 세바스쳔 레임
- 의상: 안느 쇼떼
- 배역: 콘스탄스 드몬토이